# Buick Rendezvous
Buick Randezvous (Бьюик Рандеву) — кроссовер выпускавшийся компанией Buick, подразделением американской автомобильной корпорации General Motors с 2002 по 2007 год.
Первый за последние 80 лет в истории Buick полноприводный автомобиль, объединял в себе высокую проходимость с вместительным, легко трансформируемым салоном. Модель была нацелена на завоевание своей доли на растущем рынке кроссоверов и привлечение новых молодых покупателей.
Автомобиль был впервые показан в феврале 2000 года на чикагском автосалоне, весной 2001-го началось его производство, и он поступил в продажу как модель 2002 года.

## Описание
Стильный и функциональный автомобиль имел три ряда сидений на семь пассажиров и гибкую систему размещение людей и груза. Спереди располагались два комфортабельных кресла с подогревом, электрорегулировками и памятью настроек. Сзади, во втором ряду, в стандартном исполнении размещался разделённый пополам диван, рассчитанный на трёх пассажиров. Каждая из половинок могла перемещаться вперёд и назад, а её спинка — складываться. По заказу, во втором ряду могли быть установлены два раздельных кресла. Складные сиденья третьего ряда были опцией для всех версий Rendezvous. На них полноценно могли размеситься двое взрослых 95% перцентиля. За спинками третьего ряда сидений имелся багажник объёмом 513 литров. Если их сложить, то его объём возрастал до 1543 литров. Ну а при всех сложенных сиденьях в автомобиль можно было загрузить груз объёмом 3084 литра.
В базовом исполнении Rendezvous был переднеприводным автомобилем, быстрым и устойчивым, с реечным рулевым и дисковыми тормозами на всех колёсах. Но можно было заказать модель с новой системой полного привода, названной Versatrak. В этом случае, автомобиль, также, большую часть времени был переднеприводным, а задние колёса подключались автоматически при движении по скользкой поверхности. Никакого нажатия кнопок или перемещения рычагов от водителя не требовалось.
Все версии оборудовались V-образным шестицилиндровым двигателем мощностью 185 л.с. В 2004 году был представлен Rendezvous Ultra с новым полностью алюминиевым шестицилиндровым двигателем с изменяемыми фазами газораспределения мощностью 245 л.с. В 2006 году базовый двигатель был заменён на более мощный 196-сильный мотор
| Двигатели и трансмиссия | Двигатели и трансмиссия | Двигатели и трансмиссия         | Двигатели и трансмиссия     | Двигатели и трансмиссия                    | Двигатели и трансмиссия |
| ----------------------- | ----------------------- | ------------------------------- | --------------------------- | ------------------------------------------ | ----------------------- |
| Двигатель               | Рабочий объём, см³      | Мощность л. с./ обороты, об/мин | Момент, Нм/ обороты, об/мин | Трансмиссия                                | Годы применения         |
| V6 3.4 (LA1)            | 3350                    | 185/5200                        | 285/4000                    | четырёхступенчатая автоматическая (4T65-E) | 2002—2005               |
| V6 3.5 (LX9)            | 3498                    | 196/5600                        | 292/4000                    | четырёхступенчатая автоматическая (4T65-E) | 2006—2007               |
| V6 3.6 (LY7)            | 3564                    | 245/6000                        | 319/3200                    | четырёхступенчатая автоматическая (4T65-E) | 2004—2006               |

| Продажи в США | Продажи в США |
| ------------- | ------------- |
| Год           | Количество    |
| 2001          | 31 754        |
| 2002          | 61 468        |
| 2003          | 72 643        |
| 2004          | 60 039        |
| 2005          | 60 589        |
| 2006          | 45 954        |
| 2007          | 15 295        |
| 2008          | 27            |